# Towa no Yūgure
Towa no Yūgure (永久のユウグレ?) es una próxima serie de television de anime japonesa producida por P.A. Works para su 25.º aniversario. Su estreno está previsto para octubre de 2025.

## Sinopsis
La serie sigue a Akira Himegami, un hombre que fue sometido a un sueño frío. Antes de esto, le confesó sus sentimientos a Towasa Ōmaki. Al despertar 200 años después, descubre que el mundo ha cambiado y que una organización llamada Owel está en el poder. Conoce entonces a Yūgure, un androide que le propone matrimonio. Sin embargo, Akira cree que Towasa sigue viva y su objetivo es encontrarla. Se embarca en una búsqueda para encontrar a Towasa, con Yūgure acompañándolo en su viaje.

## Personajes
Akira Himegami (姫神 アキラ Himegami Akira?)
 Seiyū: Shūichirō Umeda
Yūgure (ユウグレ?)
 Seiyū: Yui Ishikawa
Towasa Ōmaki (王真樹 トワサ Ōmaki Towasa?)
 Seiyū: Ai Kayano

## Producción y lanzamiento
La serie es producida por P.A. Works, que celebra su 25.º aniversario. Está dirigida y escrita por Naokatsu Tsuka y cuenta con diseños de personajes originales de Midori Tayama, diseños de personajes animados de Yoshiko Saitō y música de Masahiro Tokuda. Su estreno está previsto para octubre de 2025 en el bloque de programación Super Animeism Turbo de todas las afiliadas de JNN, incluyendo MBS y TBS. Sentai Filmworks obtuvo la licencia de la serie para su transmisión en HIDIVE.